# ALIVE (I'veのアルバム)
ALIVE（アライブ）は、2017年7月29日に発売されたI'veのインディーズアルバム。

## 概要
『I've Girls Compilation』シリーズ第10弾。初回限定盤と通常盤の2種類が発売され、初回限定盤は価格が3,800円で品番がICD-66049、通常盤は価格が3,000円で品番がICD-66050。初回限定盤には過去の『I've Girls Compilation』シリーズの収録曲から選抜された6曲を2017年バージョンとしてリミックス、カバーした特典CDとジャケットピンズパッチが同梱されている。『I've Girls Compilation』シリーズにおいて初回限定盤が発売されるのは、2003年に同時発売された『LAMENT』『OUT FLOW』以来。前作までと同様にソフトウェア取扱店での販売となる。
既存楽曲9曲にインスト楽曲とリミックスを含めたアルバムオリジナル楽曲5曲を加えた全14曲を収録。『I've Girls Compilation』シリーズ初参加となる、2014年からI'veに加入したRINAとIKUが歌う書き下ろし楽曲の他、Larval Stage Planningの桐島愛里のソロユニット体制後の楽曲や黒崎真音の歌う楽曲なども収録される。
川田まみは2016年を以って歌手活動を引退したため、今作が川田の歌唱担当楽曲が収録される最後のコンピレーションアルバムとなった。また、中沢伴行は2017年7月を以ってI'veから脱退・独立したため、本作に収録される書き下ろし楽曲「Forever no End」は中沢がI'veのコンポーザーとして発表した最後の楽曲となる。

## 収録曲
1. 10 Ability -OPNING instrumental-
  - 作曲：C.G mix
2. Hierarchie／RINA
  - 作詞：RINA／作曲・編曲：C.G mix
3. Believe in the sky／川田まみ
  - 作詞：川田まみ／作曲：中沢伴行／編曲：中沢伴行、尾崎武士
4. Aim 〜we can do all to be fine〜／川田まみ
  - 作詞：川田まみ／作曲・編曲：高瀬一矢
5. In this World／柚子乃
  - 作詞：柚子乃／作曲・編曲：高瀬一矢
6. 花びらとりぼん／Larval Stage Planning
  - 作詞：Larval Stage Planning／作曲・編曲：中沢伴行
7. ハニートラップ・アウフヘーベン／Larval Stage Planning
  - 作詞：松島詩史、桐島愛里／作曲・編曲：C.G mix
8. PROPOSE 〜永遠に君と〜／桐島愛里
  - 作詞：桐島愛里／作曲・編曲：高瀬一矢
9. Wings of Courage -空を超えて-／川田まみ
  - 作詞：川田まみ／作曲：中沢伴行／編曲：中沢伴行、尾崎武士
10. Forever no End／Lily on the FIeLD
  - 作詞：Lily on the FIeLD／作曲・編曲：中沢伴行
11. happiness.／川田まみ
  - 作詞：丘野塔也／作曲・編曲：中沢伴行
12. Sign of Suspicion／KOTOKO
  - 作詞：KOTOKO／作曲・編曲：高瀬一矢
13. ALIVE／IKU
  - 作詞：IKU／作曲・編曲：高瀬一矢
14. Ignis Memory -I've Remix-／黒崎真音
  - 作詞：魁／作曲：折戸伸治／編曲：高瀬一矢

### 初回限定盤特典CD
1. 美しく生きたい -2017 version-／marriage blue
  - 作詞・作曲・編曲：高瀬一矢
2. Around the mind -2017 version-／島みやえい子
  - 作詞・作曲：高瀬一矢／編曲：NAMI
3. Kiss the Future -2017 version-／柚子乃
  - 作詞：元長柾木／作曲：高瀬一矢／編曲：C.G mix
4. Imaginary affair -2017 version-／KOTOKO
  - 作詞：KOTOKO／作曲・編曲：高瀬一矢
5. Bizarrerie Cage -2017 version-／RINA
  - 作詞：松島詩史／作曲：井内舞子／編曲：中沢伴行
6. INITIATIVE -2017 version-／Larval Stage Planning
  - 作詞：川田まみ／作曲：中沢伴行／編曲：C.G mix

## タイアップ
| 曲名                             | タイアップ                                                                |
| -------------------------------- | ------------------------------------------------------------------------- |
| Believe in the sky               | iOS/Android用アプリゲーム『蒼の彼方のフォーリズム ‐ETERNAL SKY-』主題歌   |
| Aim 〜we can do all to be fine〜 | PCゲーム『シロガネ×スピリッツ!』エンディングテーマ                        |
| In this World                    | PCゲーム『BALDR HEART』エンディングテーマ                                 |
| 花びらとりぼん                   | PCゲーム『魔女こいにっき』オープニングテーマ                              |
| ハニートラップ・アウフヘーベン   | PCゲーム『恋のハニトー 〜えっちで甘いハニートラップ〜』オープニングテーマ |
| PROPOSE 〜永遠に君と〜           | PCゲーム『はにつま』オープニングテーマ                                    |
| Wings of Courage -空を超えて-    | PCゲーム『蒼の彼方のフォーリズム』オープニングテーマ                      |
| happiness.                       | PCゲーム『銀色、遥か』エンディングテーマ                                  |
| Sign of Suspicion                | PCゲーム『BALDR HEART』オープニングテーマ                                 |
| Ignis Memory -I've Remix-        | iOS/Android用アプリゲーム『Rewrite IgnisMemoria』主題歌（原曲）           |